# Taras Fedorowytsch

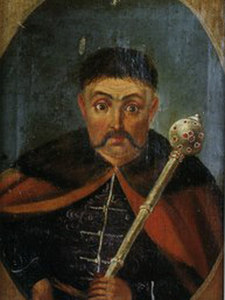
Taras Fedorowytsch

Taras Fedorowytsch (ukrainisch Тарас Федорович; auch Taras Trjasylo; * Ende 16.- Anfang 17. Jahrhundert in Tschyhyryn; † 1639) war ein ukrainischer Kosake, der 1629 als Hetman der unregistrierten Kosaken einen Aufstand gegen Polen-Litauen führte.

## Leben
Taras Fedorowytsch kam in Tschyhyryn als Kind einer Kosakenfamilie, die wahrscheinlich tatarischer Herkunft war, zur Welt.
Erstmals in Erscheinung trat er 1620 als Oberst von Korsun bei einem Feldzug gegen das Krim-Khanat. Im Jahr 1629, ein Jahr nach dem Tod von Mychajlo Doroschenko, wurde er Hetman der unregistrierten Kosaken und trat als Gegner des Hetman der registrierten Kosaken Hryhorij Tschornyj (Грицько/ Григорій Чорний) auf.
Im März 1630 wurde Fedorowytsch der Anführer des Bauern- und Kosakenaufstandes gegen Polen, nachdem dieses versucht hatte, polnische Einheiten im Kosakengebiet zu stationieren. In der Schlacht bei Korsun und der Schlacht bei Perejaslaw am 20. Mai 1630, die als die „Nacht der Tartaren“ bekannt wurde, besiegten die Rebellen die polnische Armee unter dem Kommando von Stanisław Koniecpolski und Samuel Łaszcz, sodass der Großhetman der polnischen Krone Koniecpolski im Juni 1630 gezwungen war, den Vertrag von Perejaslaw von 1630 zu unterzeichnen.
Im Gegensatz zu den meisten Kosaken-Führern war Fedorowytsch mit dem Vertrag unzufrieden und wurde daraufhin aus dem Amt des Hetman entlassen. Daher versuchte er erneut einen Aufstand zu organisieren. 1635 führte er einen Teil der Saporoger Sitsch über den Fluss Don und bot 1636 seine Dienste dem Zaren an. Michael I. lehnte, um Spannungen mit Polen nach dem erst vor kurzem verlorenen Russisch-Polnischen Krieg zu vermeiden, das Angebot ab.
Das weitere Schicksal von Trjasylo ist nicht bekannt, der Kosaken-Chronik nach starb er neun Jahre nach dem Aufstand, also im Jahr 1639.

## Verfilmung
- 1927 erschien der ukrainisch-sowjetische Schwarzweiß-Stummfilm Taras Trjassilo (russisch Тарас Трясило) nach dem gleichnamigen Gedicht von Wolodymyr Sosjura,[6] der das Leben von Taras Fedorowytsch, dargestellt durch den Schauspieler Amwrosij Butschma (Амвросій Максиміліанович Бучма) beschreibt.[7][8]